# Roz-sur-Couesnon
Roz-sur-Couesnon (tiếng Breton: Roz-an-Arvor) là một xã của tỉnh Ille-et-Vilaine, thuộc vùng Bretagne, miền tây bắc nước Pháp.

## Dân số
Người dân ở Roz-sur-Couesnon được gọi là Rozéens.
| Năm | 1962 | 1968 | 1975 | 1982 | 1990 | 1999 |
| --- | ---- | ---- | ---- | ---- | ---- | ---- |
| Dân số | 1029 | 1120 | 1006 | 953  | 921  | 952  |
| From the year 1962 on: No double counting—residents of multiple communes (e.g. students and military personnel) are counted only once. |      |      |      |      |      |      |